# تايم آوت (مجلة)
تايم آوت، قطاع أعمال للنشر والأنشطة التجارية، يهدف لمساعدة الناس على الاستفادة القصوى من مدنهم، ويشمل هذا القطاع المجلات والمواقع الإلكترونية والتطبيقات وكتب الإرشادات وغيرها من المنتجات التجارية.
أسس المجلة الناشر توني إليوت.
تتضمن المجلة والتطبيقات والمواقع الإلكترونية معلومات عن الأحداث الجارية في صناعة الأفلام والمسرح والأزياء والأدب والفعاليات الفنية الأخرى. حتى 2014، صدر عنها 46 طبعة في 30 دولة استهدفت جمهوراً يصل عددهم إلى 28 مليون قارئ.
نشرت مجلة «تايم آوت» الأصلية التي تضمنت قوائم عن مدينة لندن لأول مرة عام 1968. وقد أصدرها الناشر توني إليوت بمساعدة المحرر بوب هاريس. Early issues had a print run of around 5,000. وتصدر عن المجموعة العديد من المطبوعات والمواقع الإلكترونية باللغة الإنجليزية. إضافة إلى أدلة أسبوعية في عدة مدن بلغات محلية مختلفة.
كانت الطبعة اللندنية تباع بمبلغ 2.99 جنيه إسترليني عام 2009. وقد تم تداول 86000 نسخة في الفترة من كانون الثاني (يناير) حتى حزيران (يونيو) 2003، أي بانخفاض عن 110496 نسخة من نفس الفترة من عام 1995. في أيلول (سبتمبر) 2012، أصبحت مجانية وتوزع في محطات وسط لندن وقد حصلت على أول شهادة رسمية ABC عن شهر تشرين الأول (أكتوبر 2012) حيث زاد التوزيع عن 305000 نسخة في الأسبوع

## الملكية
كانت ملكية المجموعة بالكامل تعود لتوني إليوت عام 2003، حققت المجموعة إيرادات بلغت 25 مليون جنيه إسترليني وأرباحاً بلغت 228000 جنيه إسترليني. بقيت المجموعة مملوكة بالكامل لإليوت حتى تشرين الثاني (نوفمبر) 2010، حيث باع 50% من أسهم المجموعة لصالح «أوكلي كابيتال»، وقدرت قيمة الشركة حينئذ 20 مليون جنيه إسترليني.

## إصدارات الطبعات الحالية
- أبوظبي
- أبوجا
- ألماتي
- البحرين
- بانكوك
- برشلونة
- بكين
- بيروت
- بنغالور
- برلين
- بوسطن
- بوخارست
- بيونس آيرس
- كيب تاون
- شيكاغو
- قبرص
- دلهي
- الدوحة
- دبي
- دبلن
- دوبروفنيك
- إدنبرة
- هونغ كونغ
- إسرائيل
- استنبول
- كراسنويارسك
- كيوتو
- كوالالمبور
- لاغوس
- لاس فيغاس، نيفادا
- لشبونة
- لندن
- لوس أنجلوس
- مدريد
- مانشيستر
- ميلبورن
- مكسيكو
- ميامي
- ميلانو
- موسكو
- مومباي
- نيويورك
- نابلس
- نيس
- نيجيريا
- نوفوسيبيرسك
- أومسك
- باريس
- بنوم بنه
- بورتو
- براغ
- روما
- سان فرانسيسكو
- ساو باولو
- شانغهاي
- سنغافورة
- سبليت
- سانت بيترسبورغ
- ستكهولم
- سيدني
- تل أبيب
- طوكيو
- تورنتو
- Tyumen
- فانكوفر
- فينيسيا
- زغرب